# Edge of Tomorrow - Senza domani
Edge of Tomorrow - Senza domani, conosciuto anche col titolo Senza domani, (Edge of Tomorrow, intitolato poi Live. Die. Repeat. nelle edizioni home video anglosassoni) è un film di fantascienza del 2014 diretto da Doug Liman.
La pellicola, con protagonisti Tom Cruise ed Emily Blunt, è l'adattamento cinematografico della light novel All You Need Is Kill (2004), scritta da Hiroshi Sakurazaka e illustrata da Yoshitoshi Abe.

## Trama
In un futuro prossimo, un esercito di extraterrestri tentacolari veloci e mortali chiamati "Mimic", per via della loro capacità di emulare le tattiche militari terrestri e sventarle, ha invaso la Terra partendo dall'Europa per poi espandersi in Asia. Dopo svariate perdite, le menti più esperte delle Forze Difesa Unita si sforzano di trovare una soluzione sviluppando potenti esoscheletri da battaglia, mentre l'esercito britannico trova l'unica speranza nella soldatessa Rita Vrataski, detta l'Angelo di Verdun, simbolo dello sforzo bellico.
Il maggiore William Cage, mite funzionario dell'esercito americano di stanza nel Regno Unito, è mandato dal generale Brigham all'assalto finale contro i Mimic sulle coste della Francia. Privo di  capacità da soldato, avendo scelto di diventare funzionario dell'esercito proprio per evitare lo scontro coi Mimic, Cage arriva a ricattare il generale pur di non combattere e di conseguenza viene arrestato, degradato e trasferito forzatamente nel plotone del sergente maggiore Farell per un affrettato addestramento di un giorno. Nella battaglia sulla spiaggia, l'esercito è distrutto dai Mimic: incapace di combattere, Cage rimane sconvolto dalla morte della Vrataski e quando viene assalito da un esemplare di Mimic più grosso degli altri, si suicida facendo detonare la carica di esplosivo che ha addosso, morendo con l'alieno.
Subito dopo Cage si risveglia nel momento in cui è trasferito dal sergente maggiore Farell; dopo aver vissuto per la seconda volta l'addestramento, Cage muore di nuovo durante l'attacco dei Mimic, per poi risvegliarsi nuovamente il giorno prima. Capisce quindi di essere finito in un loop temporale che lo riporta indietro nel tempo di un giorno ogni volta che muore e tenta inutilmente di convincere Farell e gli altri membri dell'esercito che il nemico li sta aspettando, venendo però preso per pazzo. In una delle ripetizioni della battaglia sulla spiaggia, Cage salva la vita alla Vrataski: quando lei capisce che Cage ha già vissuto l'evento, gli chiede di andare a trovarla quando si risveglierà nuovamente.
Nel ciclo successivo Cage incontra Rita mentre questa si sta esercitando in caserma e dopo averle detto che è stata lei a dirgli di cercarla, la donna crede alle sue parole e lo porta dal dottor Carter, un esperto di biologia dei Mimic. I due gli spiegano che gli alieni hanno la capacità di controllare il tempo; Cage ha potuto assumere questa capacità in quanto, prima di morire durante la prima ondata, ha ingerito il sangue di un raro esemplare Alfa di Mimic, ovverosia l'alieno morto con lui nell'esplosione della bomba. Rita afferma che anche lei ha posseduto la stessa capacità, grazie alla quale aveva sconfitto i Mimic a Verdun, diventando famosa, ma prima dell'attacco sulla spiaggia è rimasta ferita in un incidente e ha perso la capacità di ripetere i propri giorni a causa di una successiva trasfusione di sangue avvenuta durante il ricovero in ospedale. La donna aggiunge che, quando i Mimic lo contatteranno telepaticamente, Cage avrà distinte visioni su dove si trovi l'Omega, il leader degli alieni, che collegato all'Alfa, resetta il tempo a ogni sua morte.
Cage viene addestrato da Rita, acquisendo così abilità da vero soldato e ha finalmente le visioni da parte dei Mimics, secondo le quali l'Omega si nasconde in una diga in Svizzera; i due pianificano dunque di allontanarsi dall'esercito per trovare l'Omega e distruggerlo. Dopo un numero imprecisato di ripetizioni, arrivano ad un punto in cui la morte di Rita è inevitabile e rischia di diventare definitiva; Cage, essendosi innamorato di Rita, decide allora di ripetere il giorno da capo e partire da solo per la diga a bordo di un elicottero. Una volta arrivato tuttavia, Cage scopre che l'Omega non si trova lì e che le visioni erano solo un inganno; viene subito assalito da un Alfa, che cerca di dissanguare Cage per togliergli il potere, ma l'umano riesce a resettare la giornata affogandosi.
Tornato nuovamente al punto di partenza e dopo aver raccontato a Rita e Carter l'accaduto, il gruppo cambia piano; i due soldati escono dalla caserma per tornare nell'ufficio di Brigham, che tiene in cassaforte un dispositivo che Carter aveva costruito per esaminare i Mimic durante i suoi servizi nel Whitehall (il generale lo aveva confiscato al dottore prima di mandarlo in un reparto psichiatrico a causa del suo scetticismo). Dopo aver costretto Brigham a consegnare loro l'oggetto, i due scappano in auto dalle guardie e Cage si sottopone al dispositivo, che lo rende immune agli inganni dei Mimic, scoprendo così che l'Omega si trova a Parigi, nelle rovine allagate del Louvre. I due rimangono però vittime di un incidente stradale causato dalle guardie per fermarli e Cage si ritrova ricoverato in ospedale, dove viene sottoposto a una trasfusione di sangue. Nonostante Rita venga a liberarlo per ucciderlo e resettare il giorno, Cage la ferma appena in tempo poiché ha ormai perso tale potere.
Cage e Rita tornano quindi alla base e riescono a convincere il plotone di Farell ad aiutarli a fermare i Mimic dopo che l'uomo rivela dettagli intimi delle vite di ognuno di loro, ottenuti grazie a tutte le ripetizioni vissute; giungono così a Parigi, dove il loro velivolo viene abbattuto e i soldati sopravvissuti si sacrificano per condurli presso il Louvre. Lì i due trovano l'Omega nascosto sott'acqua, difeso da un Alfa: non potendo uccidere quest'ultimo, poiché questo spingerebbe l'Omega a resettare il giorno, vanificando così tutti i loro sforzi, Rita decide di sacrificarsi per distrarlo. Scambiato dunque un bacio con Cage, la donna attrae l'attenzione dell'Alfa su di sé: Cage riesce a immergersi e a distruggere l'Omega con una cintura di granate prima che l'Alfa lo raggiunga e lo ferisca mortalmente. Nell'esplosione risultante, il sangue dell'Omega avvolge Cage subito prima che lui soccomba alle ferite, restituendogli la capacità di controllare il tempo.
Anziché morire, Cage si risveglia di nuovo, ma questa volta prima di incontrare il generale Brigham, e scopre dal telegiornale che una forte esplosione si è verificata a Parigi e che i Mimic stanno venendo sconfitti. Anziché andare dal generale, Cage si dirige nel campo di addestramento (dove il plotone di Farell è vivo) per rivedere Rita e, una volta lì, si limita a ridere emozionato.

## Produzione

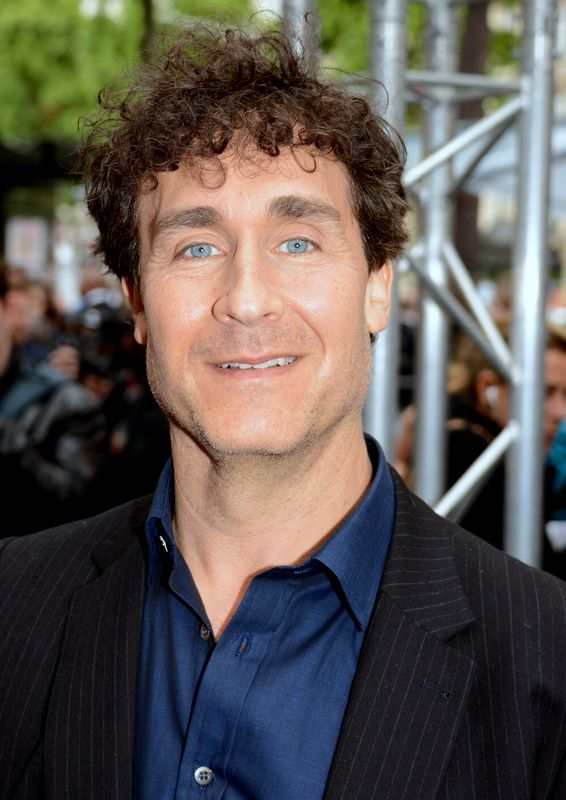
Il regista Doug Liman alla primissima francese del film.

La Warner Bros. comprò i diritti per l'adattamento cinematografico del romanzo All You Need Is Kill nell'aprile del 2010, acquisendo con un accordo dal valore di tre milioni di dollari una prima sceneggiatura scritta da Dante Harper.
Successivamente la regia fu affidata a Doug Liman, mentre lo script fu riscritto da otto diversi sceneggiatori prima di arrivare alla versione finale, per la quale risultano accreditati Christopher McQuarrie, Jez Butterworth e John-Henry Butterworth.

### Cast

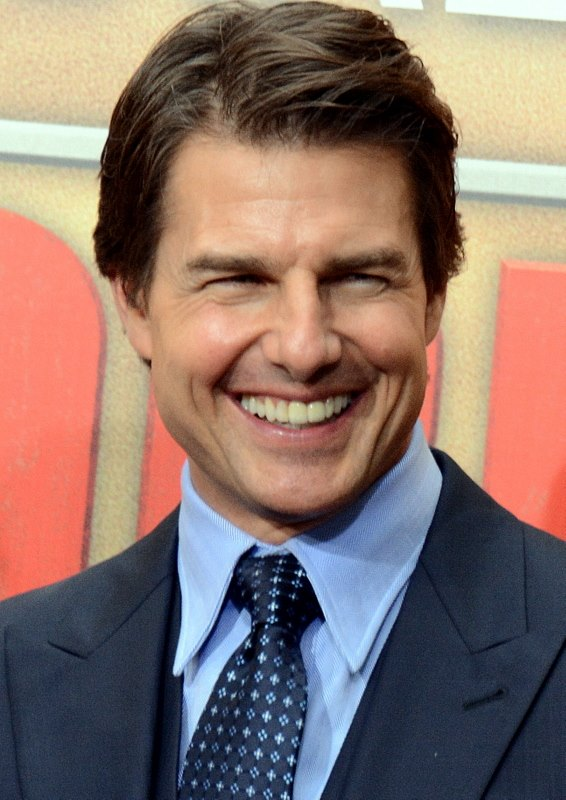
Tom Cruise

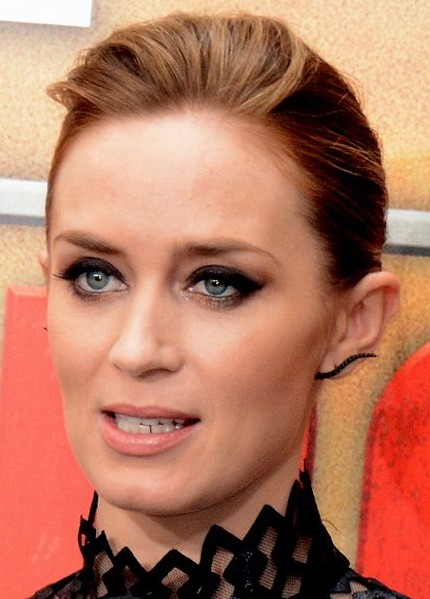
Emily Blunt

Originariamente la Warner Bros. voleva Brad Pitt come protagonista, ma nel dicembre del 2011 fu ufficializzato il nome di Tom Cruise per il ruolo del maggiore William Cage.
Per il ruolo della co-protagonista Rita Vrataski fu inizialmente considerata l'attrice Bérénice Bejo. Figurano nel cast anche Bill Paxton, Brendan Gleeson, Kick Gurry, Dragomir Mrsic, Charlotte Riley, Jonas Armstrong, Franz Drameh, Masayoshi Haneda, Tony Way e Noah Taylor. Al termine delle riprese principali era stato deciso di aggiungere un personaggio, il colonnello Walter Marx, interpretato da Jeremy Piven, ma le scene con lui furono escluse al montaggio.
Prima dell'inizio delle riprese, per oltre due mesi, da luglio 2012, il cast si sottopose ad allenamenti per le riprese molto impegnative anche sul piano fisico; in particolare dovettero abituarsi a indossare le pesanti tute meccanizzate.

### Riprese
Con un budget di circa 178 milioni di dollari, il film fu girato a partire da settembre del 2012 presso i Leavesden Film Studios vicino a Londra. Dopo aver valutato di girare le scene ambientate nelle spiagge della Francia meridionale in una vera spiaggia britannica, si decise di riprodurla artificialmente in prossimità degli studi Leavesden, dove fu costruito un set sabbioso di circa 90 m², circondato da pannelli verdi alti sei metri sui quali sarebbero stati riprodotti digitalmente gli sfondi. L'ambientazione richiama volutamente battaglie della seconda guerra mondiale, in particolare lo Sbarco in Normandia e la Battaglia di Dunkerque.
Le esplosioni furono riprodotte sul set, dove gli attori indossavano gli esoscheletri disegnati dai produttori, dal peso di più di trenta chili. Gli alieni furono invece aggiunti digitalmente in una seconda fase; per dare agli attori e alla troupe un'indicazione approssimativa della loro presenza erano presenti uomini in tuta verde. Alcune scene furono girate anche a Trafalgar Square e in un'ex base militare dell'Hampshire.
Le riprese principali terminarono a febbraio 2013, con scene addizionali girate nell'estate seguente, vista l'aggiunta al cast di Jeremy Piven; le scene con il suo personaggio vennero però escluse in fase di montaggio.

### Titolo
Il titolo è cambiato durante la produzione del film: il titolo iniziale era All You Need Is Kill come la light novel giapponese da cui è tratto; poi divenne We Are Mortals; infine il definitivo Edge of Tomorrow. Sul materiale promozionale fu fatta risaltare più la tagline Live. Die. Repeat. rispetto al titolo originale.

## Promozione
(Tagline del film)
Il primo trailer del film venne diffuso online l'11 dicembre 2013.

## Distribuzione
La pellicola venne distribuita nelle sale cinematografiche italiane dal 29 maggio 2014, mentre negli Stati Uniti il lungometraggio uscì nelle sale il 6 giugno 2014.

## Accoglienza

### Incassi
Il film ha incassato 100206256 $ nel Nord America e 270335000 $ nel resto del mondo, per un totale di 370541256 $.

### Critica
Sull'aggregatore Rotten Tomatoes il film riceve il 91% delle recensioni professionali positive con un voto medio di 7,5 su 10 basato su 337 critiche, mentre su Metacritic ottiene un punteggio di 71 su 100 basato su 43 critiche.

## Riconoscimenti
- 2014 – Annie Awards
  - Migliori effetti animati in un film
- 2014 – Critics' Choice Movie Award
  - Miglior attrice in un film d'azione a Emily Blunt
  - Candidatura per i migliori effetti visivi
  - Candidatura per il miglior film d'azione
  - Candidatura per il miglior attore in un film d'azione a Tom Cruise
- 2014 – Golden Trailer Awards
  - Candidatura per il miglior trailer d'azione
  - Candidatura per il miglior trailer di un blockbuster estivo
- 2014 – Teen Choice Awards
  - Candidatura per il miglior film
  - Candidatura per il miglior attore d'azione a Tom Cruise
  - Candidatura per la miglior attrice d'azione a Emily Blunt
- 2015 – Empire Awards[18]
  - Candidatura per la miglior attrice a Emily Blunt
- 2015 – Saturn Awards[19]
  - Miglior montaggio a James Herbert e Laura Jennings
  - Candidatura per il miglior film di fantascienza
  - Candidatura per il miglior attore a Tom Cruise
  - Candidatura per la miglior attrice a Emily Blunt
  - Candidatura per la miglior regia a Doug Liman
  - Candidatura per la miglior sceneggiatura a Christopher McQuarrie, Jez Butterworth e John-Henry Butterworth
  - Candidatura per i migliori effetti speciali a Gary Brozenich, Nick Davis, Jonathan Fawkner e Matthew Rouleau
- 2015 – VES Awards
  - Candidatura per la miglior fotografia virtuale in un film
  - Candidatura per i migliori effetti simulati in un film
  - Candidatura per la miglior composizione in un film

## Sequel
Nel maggio 2017, il regista Doug Liman dichiara, durante un'intervista, di essere al lavoro sul sequel del film, che si intitolerà Live. Die. Repeat And Repeat., riprendendo il titolo alternativo usato per le edizioni home video di alcuni paesi anglosassoni; nella stessa intervista il regista conferma la presenza di Tom Cruise ed Emily Blunt nel sequel.